# Drașan, Vrața
Drașan (în bulgară Драшан) este un sat în comuna Beala Slatina, regiunea Vrața,  Bulgaria. 

## Demografie
Componența etnică a satului Drașan
     Bulgari (96,75%)
     Nicio identificare (3,24%)
     Altele (0%)
La recensământul din 2011, populația satului Drașan era de 185 locuitori. Din punct de vedere etnic, majoritatea locuitorilor (96,75%) erau bulgari. Pentru 3,24% din locuitori nu este cunoscută apartenența etnică.